# Západni (Novokubansk, Krasnodar)
Západni (del ruso: Западный) es un posiólok del raión de Novokubansk en el krai de Krasnodar de Rusia. Está situado en las llanuras de la orilla izquierda del río Kubán, 17 km al oeste de Novokubansk y 145 km al este de Krasnodar. Tenía 209 habitantes en 2010.
Pertenece al municipio Verjnekubánskoye.